# Тоштедт
Тоштедт (нім. Tostedt) — громада в Німеччині, розташована в землі Нижня Саксонія. Входить до складу району Гарбург. Центр об'єднання громад Тоштедт.
Площа — 48,24 км2. Населення становить 14 206 ос. (станом на 31 грудня 2021).